# (4126) Mashu
(4126) Mashu ist ein Hauptgürtelasteroid, der am 19. Januar 1988 von Kin Endate und Kazurō Watanabe vom Kitami-Observatorium aus entdeckt wurde.
Der Asteroid wurde nach dem Mashū-See in Japan benannt.